# Hurulagere, Kunigal
Hurulagere là một làng thuộc tehsil Kunigal, huyện Tumkur, bang Karnataka, Ấn Độ.